# Vašca
Vašca – wieś w Słowenii, w gminie Cerklje na Gorenjskem. W 2018 roku liczyła 81 mieszkańców.